# Олена Асеніна
Олена Асеніна (д/н — після 1259) — нікейська імператриця.

## Життєпис
Походила з династії Асенів. Старша донька Івана Асена II, царя Болгарії, та Анни-Марії Арпад. Про дату народження нічого невідомо, вважається, що приблизно наприкінці 1210-х років. У 1228 році стала нареченою малолітнього Латинського імператора Бодуена II.
З цього часу вплив батька Олени в Константинополі значно зріс. Тамтешні барони побоювалися Болгарії, тому у 1229 році запросили як регента колишнього Єрусалимського короля Іоанна де Брієна, який невдовзі також здобув імператорську корону. Внаслідок цього 1231 року заручини Олени було розірвано, а Болгарія 1234 року уклала союз із ворогом Латинської імперії — Нікейською імперією. Договір було підтверджено шлюбом між Оленою та спадкоємцем нікейського трону Феодором.
У 1237 році Іван Асен II уклав новий союз з Латинською імперією проти Нікеї, тому наказав доньці повернутися до Болгарії. Але невдовзі внаслідок епідемії чуми помирає її брат Петро. Болгарський цар, вражений цим, вирішує відновити договір з Нікейською імперією, внаслідок чого Олена повертається до чоловіка.
У 1254 році чоловік Олени стає Нікейським імператором, а вона отримує титул імператриці. Після смерті Феодора II у 1258 році увійшла до регентської ради при молодому синові Іоанні IV, проте у 1259 році її було відсторонено Георгієм Муцалоном, а потім Михайлом Палеологом. Про подальшу долю нічого невідомо.

## Родина
Чоловік — Феодор II Ласкаріс, нікейський імператор.
Діти:
- Ірина (д/н — 1268/1269), дружина Костянтина I Асена, царя Болгарії
- Марія, дружина Никифора I Комніна Дуки, деспота Епіру
- Феодора
- Євдокія (бл. 1245/1248—1311), дружина Гульєрмо П'єтро I де Вентимілья, генуезького нобіля
- Іоанн (1250 — після 1290), нікейський імператор